# Ernst Stumpf
Ernst Stumpf – szwajcarski strzelec, mistrz świata.
Był związany z St. Gallen.
Podczas swojej kariery Stumpf zdobył pięć medali na mistrzostwach świata. Indywidualnie dwukrotnie stawał na podium w karabinie dowolnym klęcząc z 300 m (srebro w 1906 i brąz w 1907 roku). W zawodach drużynowych został trzykrotnie mistrzem świata (1906, 1907, 1910). Na turnieju w 1906 roku był indywidualnie najlepszym szwajcarskim strzelcem (961 punktów po zsumowaniu strzelań we wszystkich trzech postawach).

## Medale mistrzostw świata
Opracowano na podstawie materiałów źródłowych:
| Mistrzostwa     | Konkurencja                                     | Wynik                                         | Miejsce |
| --------------- | ----------------------------------------------- | --------------------------------------------- | ------- |
| Mediolan 1906   | Karabin dowolny, trzy postawy, 300 m, drużynowo | 4716 pkt. (druż.) 961 pkt. ind. (331–338–292) |         |
| Mediolan 1906   | Karabin dowolny klęcząc, 300 m                  | 338 pkt.                                      |         |
| Zurych 1907     | Karabin dowolny, trzy postawy, 300 m, drużynowo | 4848 pkt. (druż.) 969 pkt. ind. (334–338–297) |         |
| Zurych 1907     | Karabin dowolny klęcząc, 300 m                  | 338 pkt.                                      |         |
| Loosduinen 1910 | Karabin dowolny, trzy postawy, 300 m, drużynowo | 4918 pkt. (druż.) 970 pkt. (ind.)             |         |